# Benjamin Pierce
Benjamin Pierce (Chelmsford, 25 de dezembro de 1757 – Hillsborough, 1 de abril de 1839) foi um fazendeiro e político norte-americano que serviu como Governador de Nova Hampshire em duas ocasiões diferentes, primeiro de 1827 a 1828 e depois entre 1829 e 1830. Era também o pai de Franklin Pierce, o 14º Presidente dos Estados Unidos.

## Biografia
Pierce nasceu em Chelmsford no dia de natal de 1757, filho de Benjamin Pierce e Elizabeth Merrill. Seu pai morreu quando ele tinha seis anos de idade e assim Pierce ficou aos cuidados de seu tio Stephen Pierce, enquanto sua mãe casou-se uma segunda vez. Sua educação formal foi limitada e ele aprendeu apenas conhecimentos básicos.
Ele se alistou no Exército Continental no começo da Guerra de Independência dos Estados Unidos e participou da Batalha de Bunker Hill. Pierce esteve presente na Campanha de Nova Iorque e Nova Jérsei e serviu sob o general George Washington durante o inverno de 1777–78 no acampamento do Vale Forge. Ele continuou no exército até o final da guerra em 1784, voltando para Nova Hampshire e comprando cinquenta acres de terra a fim de construir uma fazenda. Ao mesmo tempo foi encarregado de organizar uma milícia regional, sendo tempos depois promovido a general de brigada da Milícia de Nova Hampshire.
Pierce se casou em 1787 com Elizabeth Andrews, que no ano seguinte deu à luz uma filha para o casal, porém Elizabeth morreu quatro dias depois do parto. Em 1789 foi eleito para a Câmara dos Representantes de Nova Hampshire junto ao Partido Democrata-Republicano, cargo que manteve até 1802. Nesse meio tempo ele se casou novamente, desta vez com Anna Kendrick, com quem teve oito filhos, incluindo Franklin Pierce, o 14º Presidente dos Estados Unidos. Além disso, serviu como delegado na Convenção Constitucional Estadual de Nova Hampshire em 1791.
Depois de seu período como deputado estadual, Pierce foi membro do Conselho Executivo do Governador entre 1803 e 1809, e novamente em 1814. Ele também atuou como xerife do Condado de Hillsborough de 1809 a 1812 e posteriormente de 1818 até 1827. Em seguida ele conseguiu a indicação de seu partido para uma candidatura a governador, ganhando em 1827 mas perdendo sua reeleição no ano seguinte. Pierce mesmo assim conseguiu voltar para o cargo em 1829, ocupando-o até 1830. A indústria de mineração estadual começou a florescer durante seu mandato de governador.
Pierce se aposentou da vida política ao final de seu segundo mandato, retirando-se para sua propriedade em Hillsborough, que fora muito expandida no decorrer dos anos com a adição de mais duzentos acres de terra e a construção de uma mansão e taverna. Ele morreu em 1839 e foi enterrado no Cemitério de Pine Hill.